# Beorhtric wessexi király
Beorhtric más írásmóddal Bertric, Brihtric, Bryhtric (angolszászul: BEORHTRIC VVESTSEAXNA CYNING), (? – 802) wessexi király 786-tól haláláig.
Wessex alapítójának, Cerdicnek volt a leszármazottja, szülei azonban ismeretlenek. A dánok Dorsetben partra szállva ebben az időben kezdték elözönleni Angliát. Beorhtricnak küzdenie kellett a korona birtoklásáért riválisával, Egberttel, aki végül követte a trónon: miután megöletni nem tudta, apósának, Offának, Mercia királyának segítségével sikerült Egbertet a kontinensre száműznie. A legenda szerint Beorhtric halálát véletlenül megkóstolt méreg okozta, amelyet felesége, Eadburg készített. A Warehami Apátságban helyezték örök nyugalomra.